# Katastrofa lotu Agni Air 101
Katastrofa lotu Agni Air do której doszło 24 sierpnia 2010 roku w nepalskiej miejscowości Shikharpur. W katastrofie śmierć poniosło 14 osób. Nikt nie zdołał się uratować. 

## Samolot
Katastrofie uległ lekki samolot pasażerski Dornier Do 228 produkcji niemieckiej, noszący fabryczny numer seryjny 9N-WSHE. Samolot mógł zabierać na pokład do 19 pasażerów. 

## Lot 101
Samolot odbywał kurs regionalny z Katmandu do Lukli. Podczas podróży panowały trudne warunki atmosferyczne co później okazało się jedną z przyczyn wypadku. W trakcie lotu piloci skarżyli się również na problemy techniczne z maszyną. Piloci z przyczyn technicznych zostali skierowani na lotnisko w Pipara Simara, gdzie samolot miał lądować awaryjnie. Po kilkunastu minutach lotu maszyna spadła na ziemię około 80 km od lotniska awaryjnego. 

## Ofiary katastrofy
| Kraj              | Pasażerowie | Załoga | Razem |
| ----------------- | ----------- | ------ | ----- |
| Nepal             | 5           | 3      | 8     |
| Stany Zjednoczone | 4           | -      | 4     |
| Japonia           | 1           | -      | 1     |
| Wielka Brytania   | 1           | -      | 1     |
| Razem             | 11          | 3      | 14    |

## Inne katastrofy
8 października 2008 roku na terenie lotniska w Lukli, rozbił się samolot De Havilland Canada DHC-6 Twin Otter, należący do linii Yeti Airlines, który również odbywał lot na linii Katmandu - Lukla. W katastrofie tej śmierć poniosło 18 osób.